# ティゲニフ
ティゲニフ(Tighennif)はアルジェリアの都市。アルジェリアの北西部に位置し、マスカラ県に指定されている。 2008年時点の人口は約94,210人。